# Châtillon-en-Bazois
Pour les articles homonymes, voir Châtillon.
Châtillon-en-Bazois est une commune française située dans le département de la Nièvre, en région Bourgogne-Franche-Comté.

## Géographie

### Communes limitrophes
Les communes limitrophes sont  Alluy, Brinay, Mont-et-Marré, Montapas, Ougny et Tamnay-en-Bazois.

### Climat
Pour des articles plus généraux, voir Climat de la Bourgogne-Franche-Comté et Climat de la Nièvre.
En 2010, le climat de la commune est de type climat océanique dégradé des plaines du Centre et du Nord, selon une étude du Centre national de la recherche scientifique s'appuyant sur une série de données couvrant la période 1971-2000. En 2020, Météo-France publie une typologie des climats de la France métropolitaine dans laquelle la commune est exposée à un climat océanique altéré et est dans la région climatique  Centre et contreforts nord du Massif Central, caractérisée par un air sec en été et un bon ensoleillement. 
Pour la période 1971-2000, la température annuelle moyenne est de 10,8 °C, avec une amplitude thermique annuelle de 16,3 °C. Le cumul annuel moyen de précipitations est de 932 mm, avec 13,1 jours de précipitations en janvier et 8,2 jours en juillet. Pour la période 1991-2020, la température moyenne annuelle observée sur la station météorologique de Météo-France la plus proche, « Chateau Chinon », sur la commune de Château-Chinon (Ville) à 21 km à vol d'oiseau, est de 10,5 °C et le cumul annuel moyen de précipitations est de 1 252,3 mm. 
La température maximale relevée sur cette station est de 38,8 °C, atteinte le 25 juillet 2019 ; la température minimale est de −21,3 °C, atteinte le 10 février 1956,,. 
Les paramètres climatiques de la commune ont été estimés pour le milieu du siècle (2041-2070) selon différents scénarios d'émission de gaz à effet de serre à partir des nouvelles projections climatiques de référence DRIAS-2020. Ils sont consultables sur un site dédié publié par Météo-France en novembre 2022.

## Urbanisme

### Typologie
Au 1er janvier 2024, Châtillon-en-Bazois est catégorisée commune rurale à habitat dispersé, selon la nouvelle grille communale de densité à sept niveaux définie par l'Insee en 2022.
Elle est située hors unité urbaine et hors attraction des villes,.

### Occupation des sols

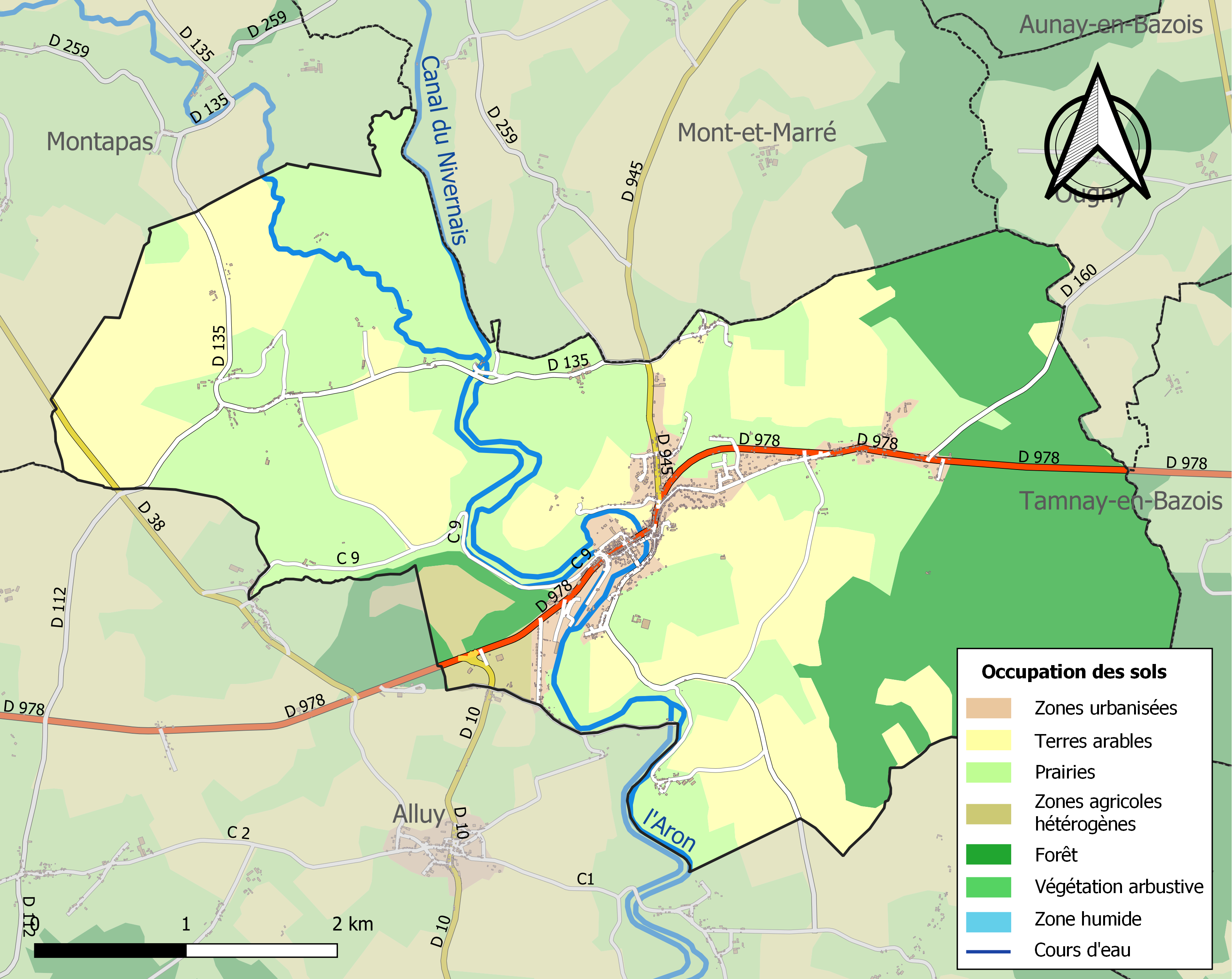
Carte des infrastructures et de l'occupation des sols de la commune en 2018 (CLC).

L'occupation des sols de la commune, telle qu'elle ressort de la base de données européenne d’occupation biophysique des sols Corine Land Cover (CLC), est marquée par l'importance des territoires agricoles (69,4 % en 2018), une proportion sensiblement équivalente à celle de 1990 (69,6 %). La répartition détaillée en 2018 est la suivante : 
prairies (38 %), terres arables (29,5 %), forêts (25,9 %), zones urbanisées (4,7 %), zones agricoles hétérogènes (2 %). L'évolution de l’occupation des sols de la commune et de ses infrastructures peut être observée sur les différentes représentations cartographiques du territoire : la carte de Cassini (XVIIIe siècle), la carte d'état-major (1820-1866) et les cartes ou photos aériennes de l'IGN pour la période actuelle (1950 à aujourd'hui).

## Toponymie
Châtillon serait un dérivé, sans doute mérovingien, du bas latin castellum, diminutif de castrum, accompagné du suffixe -ionem. Castrum désigne d’abord tous les types de forteresse, depuis le simple donjon jusqu’à l’enceinte urbaine, puis se spécialise dans le sens de « château fort » et se réduit ensuite à celui de « grande maison de plaisance ».
Le Bazois est une région naturelle du département de la Nièvre.

## Histoire
Le pape Alexandre III, par une bulle d'avril 1164, confirme les donations faites jadis à l'abbaye de Saint-Martin d'Autun, dont la cure de Châtillon (ecclesiam Castellione).
Le fief de l'Eschenault à Saint-Honoré-les-Bains, relevait de Châtillon-en-Bazois.
Châtillon fut le siège d'une châtellenie nivernaise. La famille seigneuriale de Châtillon fut une maison notable du Nivernais, qui eut aussi Glane, la Roche Milay, Villapourçon, Rémeron, la vicomté de Clamecy, Bussy, Jaligny...
- Châtillon-en-Bazois passa au XIVe siècle aux Rochefort du Puiset, vicomtes de Chartres (Rochefort et Rochefort, Le Puiset, Chartres) : car Agnès, sœur héritière de Jean IV de Châtillon († vers 1370/1371), épouse Pierre de Rochefort,
- puis aux Chandio de Vaux et d'Origny, car Jeanne l'Aînée, fille d'Antoine de Rochefort, épouse en 1477 Jean de Chandio († v. ou ap. 1499), dont le frère Georges de Chandio marie Jeanne la Jeune de Rochefort, sœur cadette homonyme de Jeanne l'Aînée,
- et aux Pontailler de Talmay, car Chrétienne/Christine de Chandio-Rochefort, fille de Jean et Jeanne  l'Aînée, est la femme de Claude de Pontailler († 1549).
- Viennent ensuite les Rochefort, car Jacqueline-Philippe († 1630), fille d'Anatole/Antoine-Louis de Pontailler et d'Antoinette de Chastellux — fille de Louis de Beauvoir-Chastellux ; Antoine-Louis et Antoinette s'étaient mariés en 1578 — prend en 1588 pour mari  Edme de Rochefort de Pluvault de La Boulaye ; alors que sa demi-sœur cadette, Edmée/Aymée de Pontailler, épouse en 1606 Pierre de Saint-Chamans, baron de Gimel.

Le fils cadet d'Edme et Jacqueline-Philippe, François de Rochefort-La Boulaye († 1667), céda Châtillon (avec Bernière en Bazois, à Châtillon) en 1664, pour environ 200 000 livres, à :
- Cornelis van Aerssen (Corneille d'Aerssens) (1637-† tué dans une émeute en 1688 à Paramaribo), marquis de Sommelsduck et 1er gouverneur hollandais du Surinam, mari de Marguerite du Puy-Montbrun (fille d'Alexandre, marquis de St-André-Montbrun et sire de La Nocle ; le contrat de mariage stipule que la dot doit être investie « en terres de France ») et père de Lucrèce († 1716) et François d'Aerssens de Sommelsduck (1669-1740).
- François d'Aerssens vendit vers 1716 à Louis de Béthune-Chabris († 1728), fils puîné d'Hippolyte et petit-fils de Philippe, dont la veuve, Marie-Thérèse Martin d'Auzielles, céda le 6 juillet 1735 à Léonor-Armand, marquis de Pracomtal. Les Pracomtal gardèrent le domaine jusqu'en 1972.

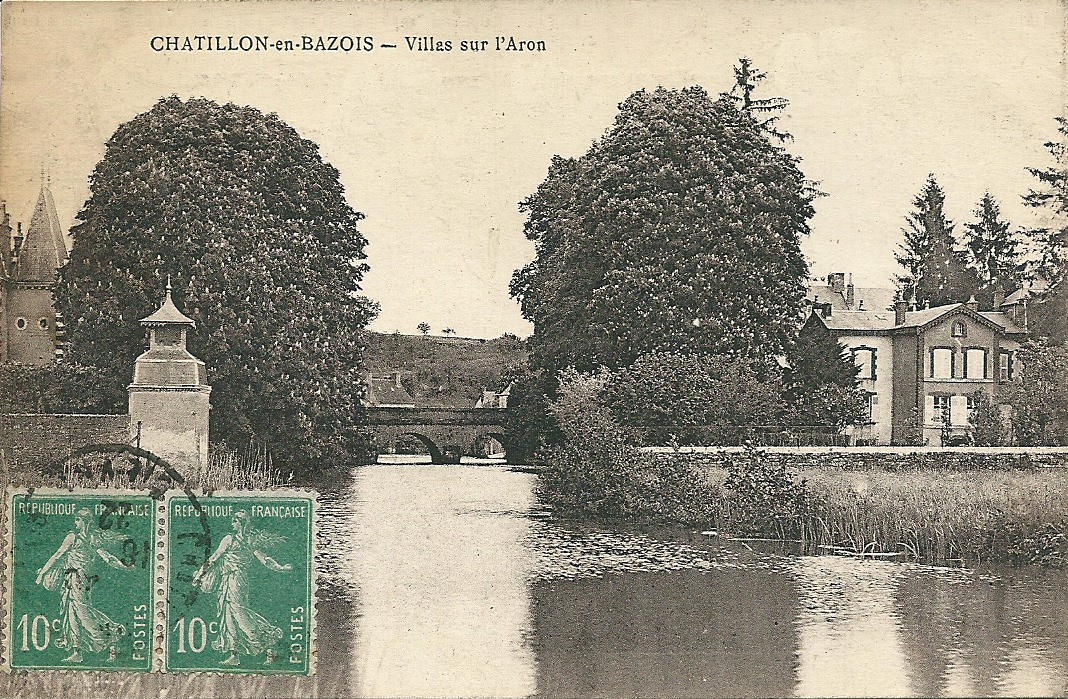
Les villas sur l'Aron sur une carte postale de 1922.

Entre 1790 et 1794, la commune absorbe celle voisine de Frasnay-les-Chatillon.
 Au cours de la période révolutionnaire de la Convention nationale (1792-1795), la commune a porté provisoirement le nom de Châtillon-sur-Aron.
 En 1859, le territoire communal de la commune voisine de Mingot est partagé entre Châtillon-en-Bazois et Mont-et-Marré.

### Héraldique
| Blason | Blasonnement : Losangé d'or et d'azur. |

## Politique et administration
| Période                                  | Période   | Identité           | Étiquette | Qualité                    |
| ---------------------------------------- | --------- | ------------------ | --------- | -------------------------- |
| mars 2001                                | mars 2008 | Sylvain Théveniaud | UMP       |                            |
| mars 2008                                | mai 2020  | Michèle Dardant    | DVG       | Conseillère départementale |
| mai 2020                                 | En cours  | Michel Marie       |           |                            |
| Les données manquantes sont à compléter. |           |                    |           |                            |

## Démographie
L'évolution du nombre d'habitants est connue à travers les recensements de la population effectués dans la commune depuis 1793. Pour les communes de moins de 10 000 habitants, une enquête de recensement portant sur toute la population est réalisée tous les cinq ans, les populations de référence des années intermédiaires étant quant à elles estimées par interpolation ou extrapolation. Pour la commune, le premier recensement exhaustif entrant dans le cadre du nouveau dispositif a été réalisé en 2007.

En 2022, la commune comptait 835 habitants, en évolution de −7,63 % par rapport à 2016 (Nièvre : −3,28 %, France hors Mayotte : +2,11 %).
| 1793 | 1800 | 1806 | 1821 | 1831  | 1836  | 1841  | 1846  | 1851  |
| ---- | ---- | ---- | ---- | ----- | ----- | ----- | ----- | ----- |
| 637  | 664  | 683  | 858  | 1 012 | 1 231 | 1 306 | 1 436 | 1 463 |

| 1856  | 1861  | 1866  | 1872  | 1876  | 1881  | 1886  | 1891  | 1896  |
| ----- | ----- | ----- | ----- | ----- | ----- | ----- | ----- | ----- |
| 1 186 | 1 576 | 1 715 | 1 946 | 2 061 | 2 111 | 1 975 | 1 860 | 1 751 |

| 1901  | 1906  | 1911  | 1921  | 1926  | 1931  | 1936  | 1946  | 1954  |
| ----- | ----- | ----- | ----- | ----- | ----- | ----- | ----- | ----- |
| 1 702 | 1 725 | 1 588 | 1 450 | 1 358 | 1 244 | 1 151 | 1 215 | 1 128 |

| 1962  | 1968  | 1975  | 1982  | 1990  | 1999  | 2006 | 2007 | 2012 |
| ----- | ----- | ----- | ----- | ----- | ----- | ---- | ---- | ---- |
| 1 027 | 1 071 | 1 151 | 1 179 | 1 161 | 1 056 | 986  | 975  | 954  |

| 2017 | 2022 | - | - | - | - | - | - | - |
| ---- | ---- | - | - | - | - | - | - | - |
| 897  | 835  | - | - | - | - | - | - | - |

## Lieux et monuments
- Église Saint-Jean-Baptiste : de style néo-roman, achevée en 1868. Devant d'autel du XVe siècle représentant la Vierge et les apôtres. Le Baptême du Christ, huile sur toile, École française du XVIIe siècle. Fonts baptismaux en faïence produits par la Faïencerie Montagnon. Ouvert tous les jours sauf dimanche après-midi[19].

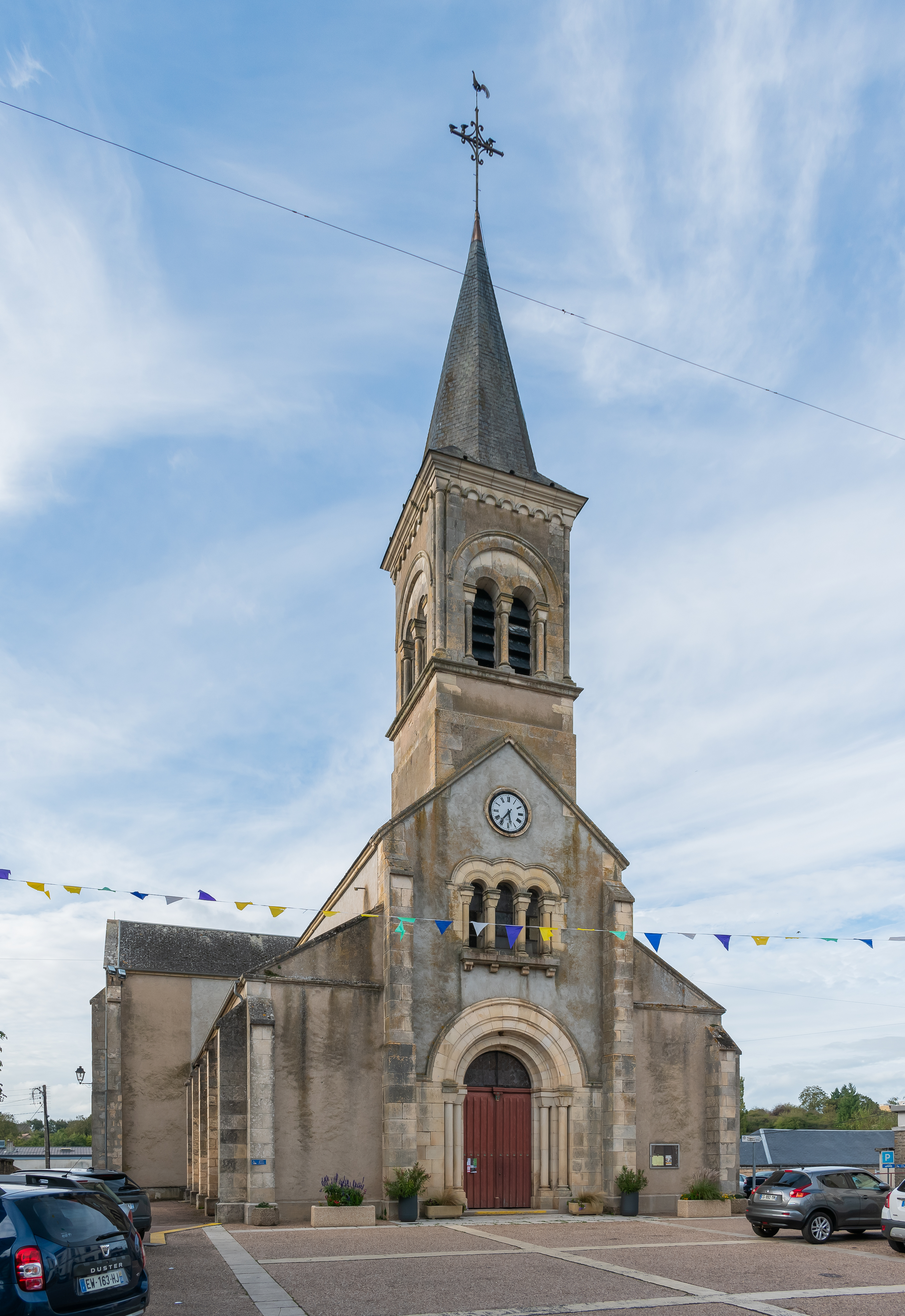
Vue depuis le sud.
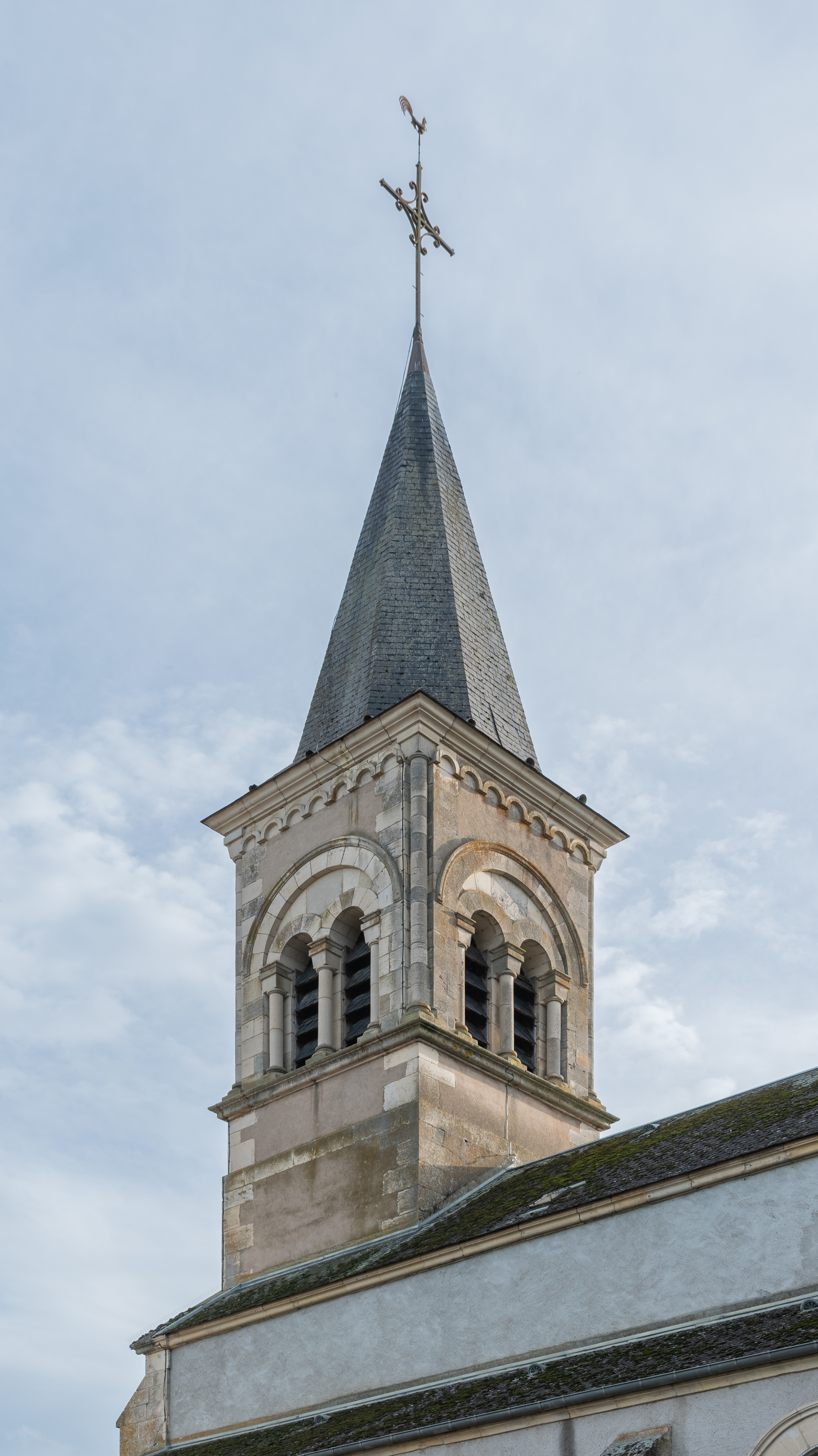
Clocher.
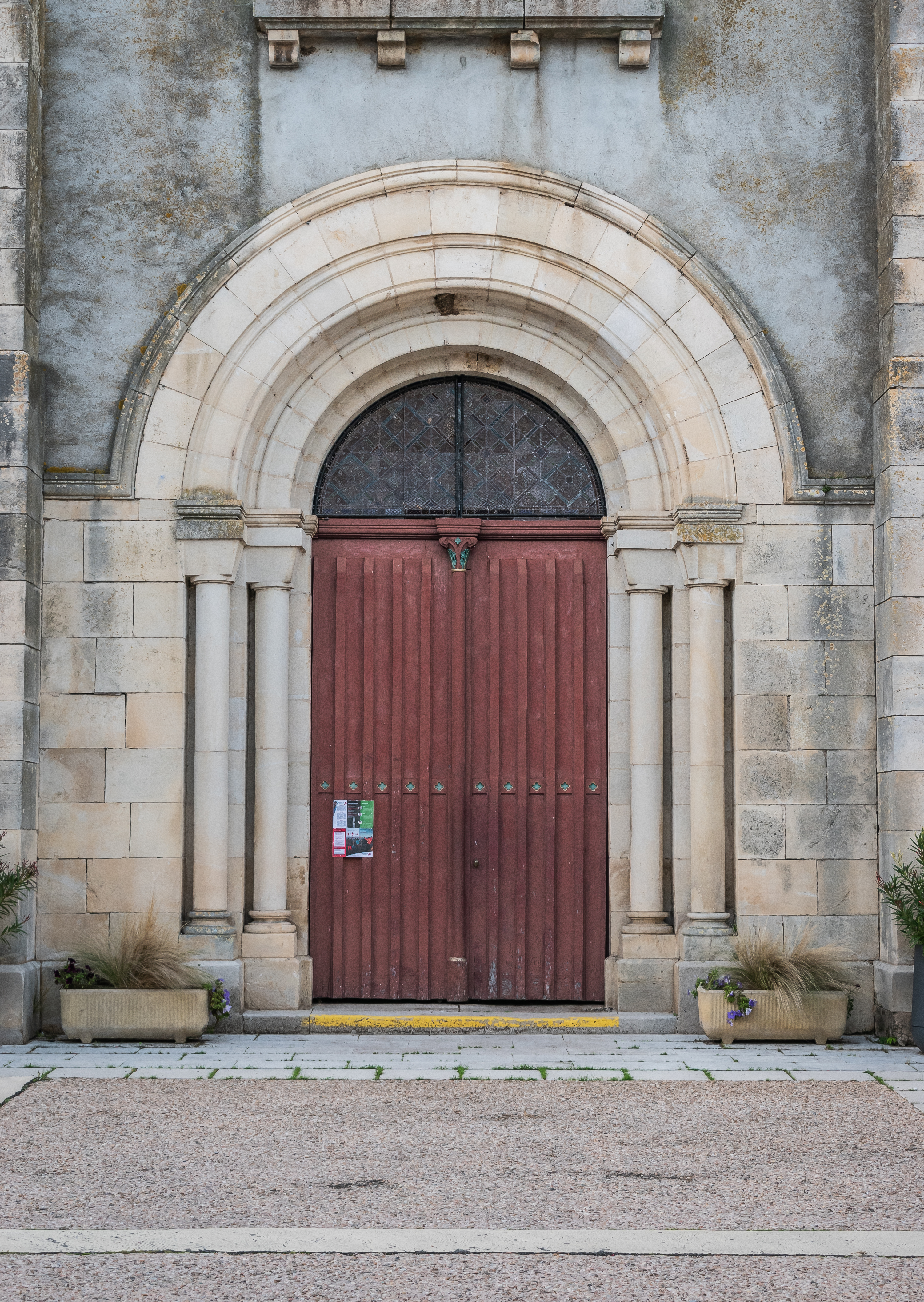
Portail.
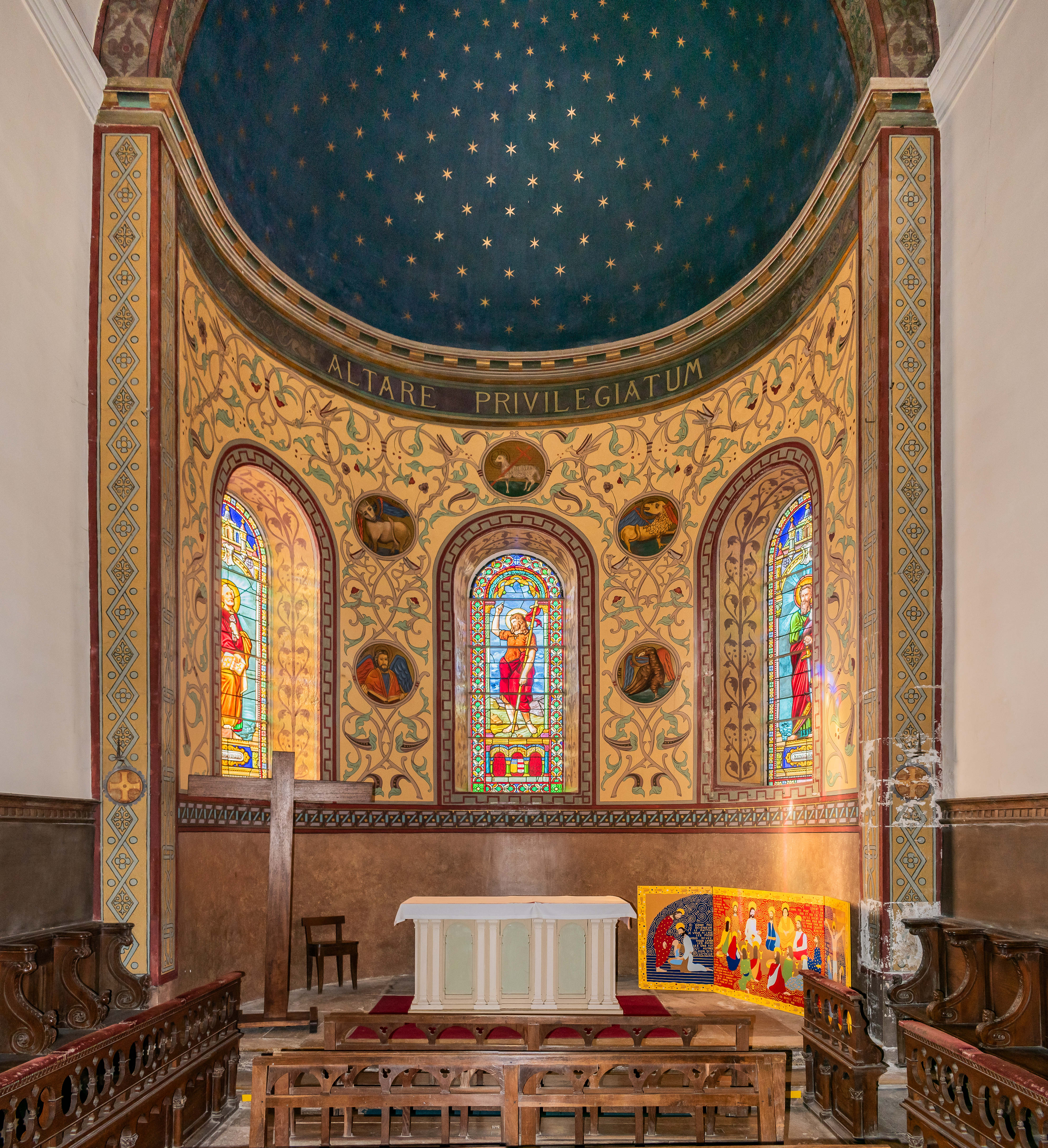
Chœur.
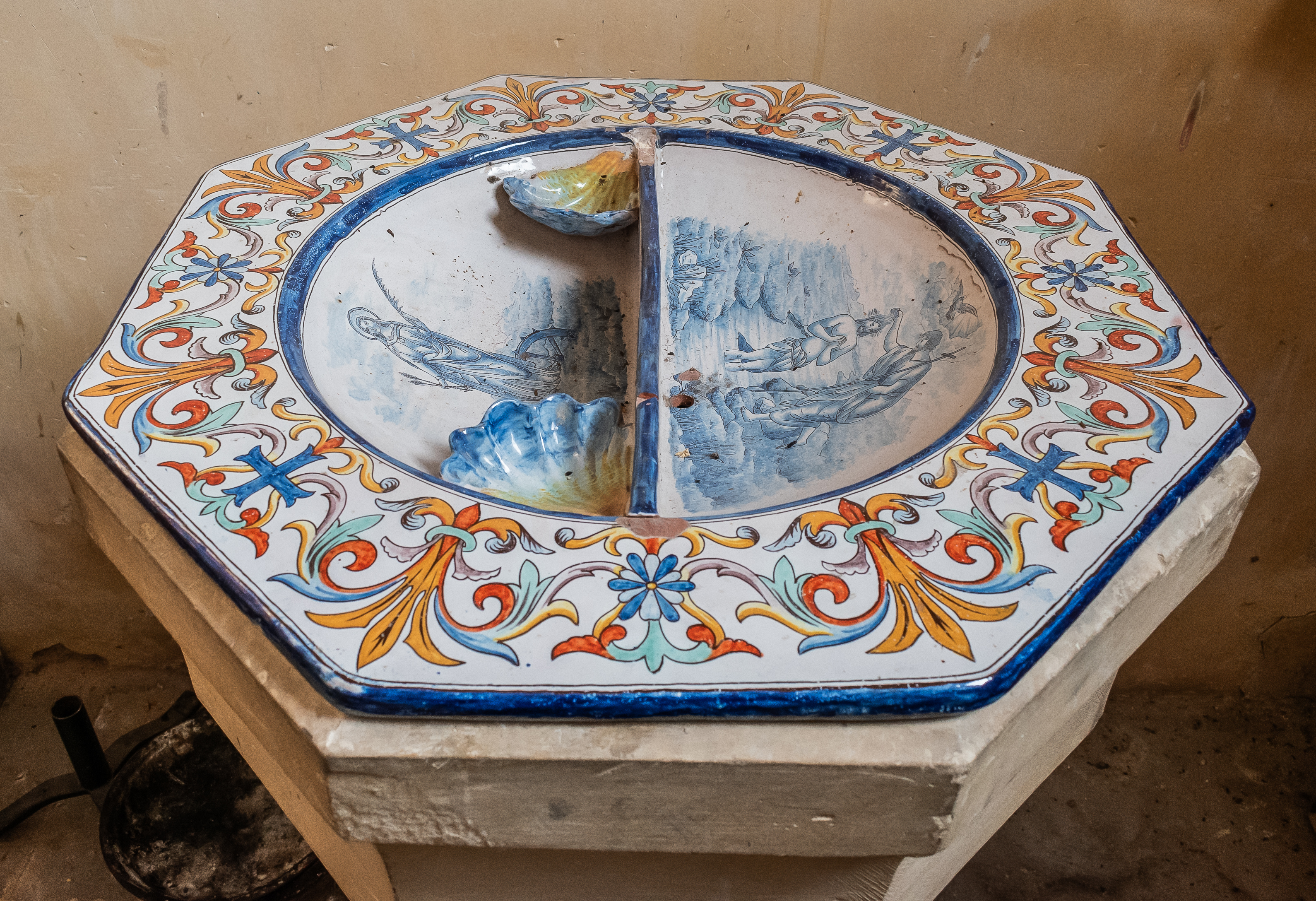
Fonts baptismaux en faïence.

- Église Saint-Étienne de Mingot :  ancienne paroisse, disparue[20].
- Canal du Nivernais.

Canal du Nivernais à Châtillon-en-Bazois
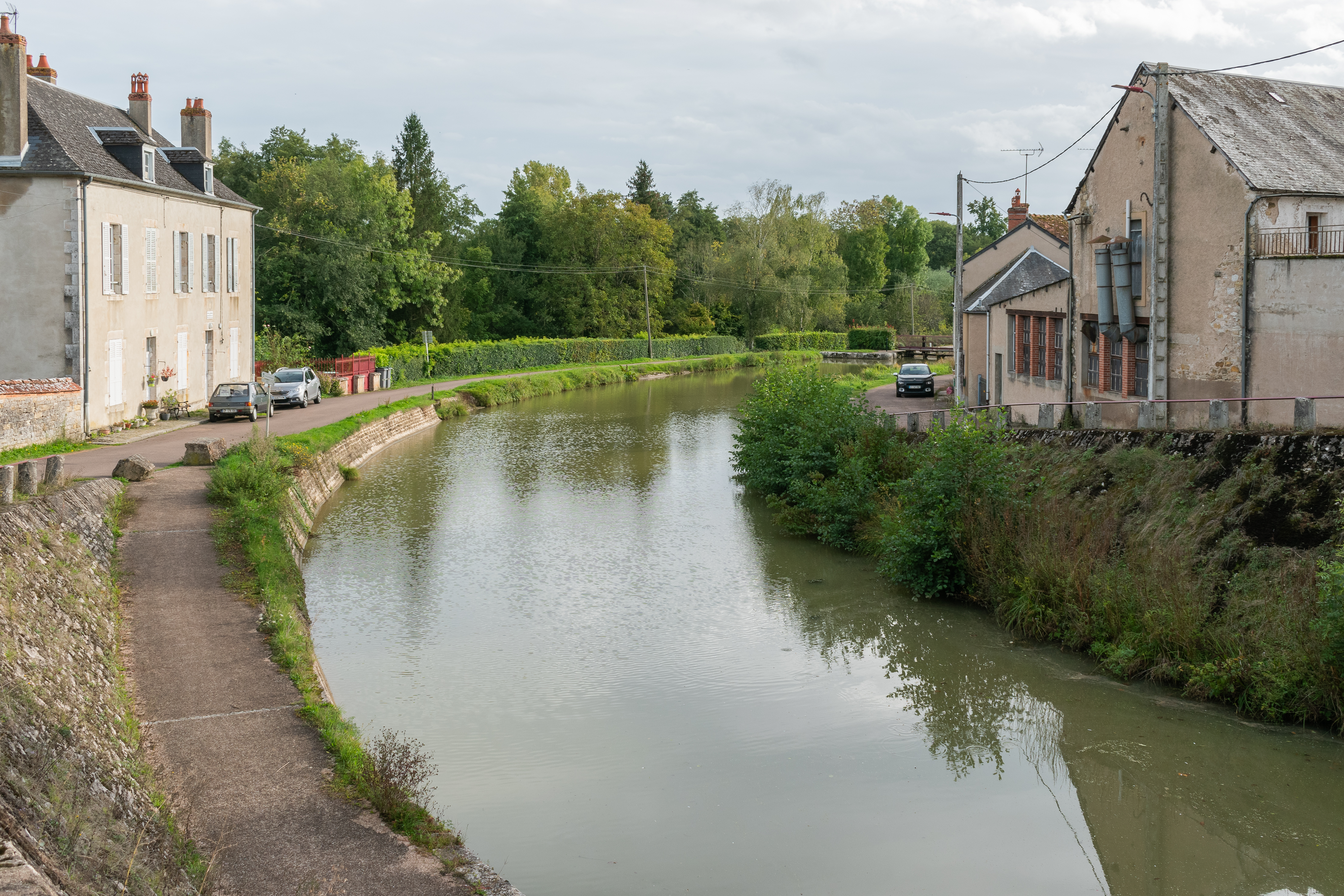
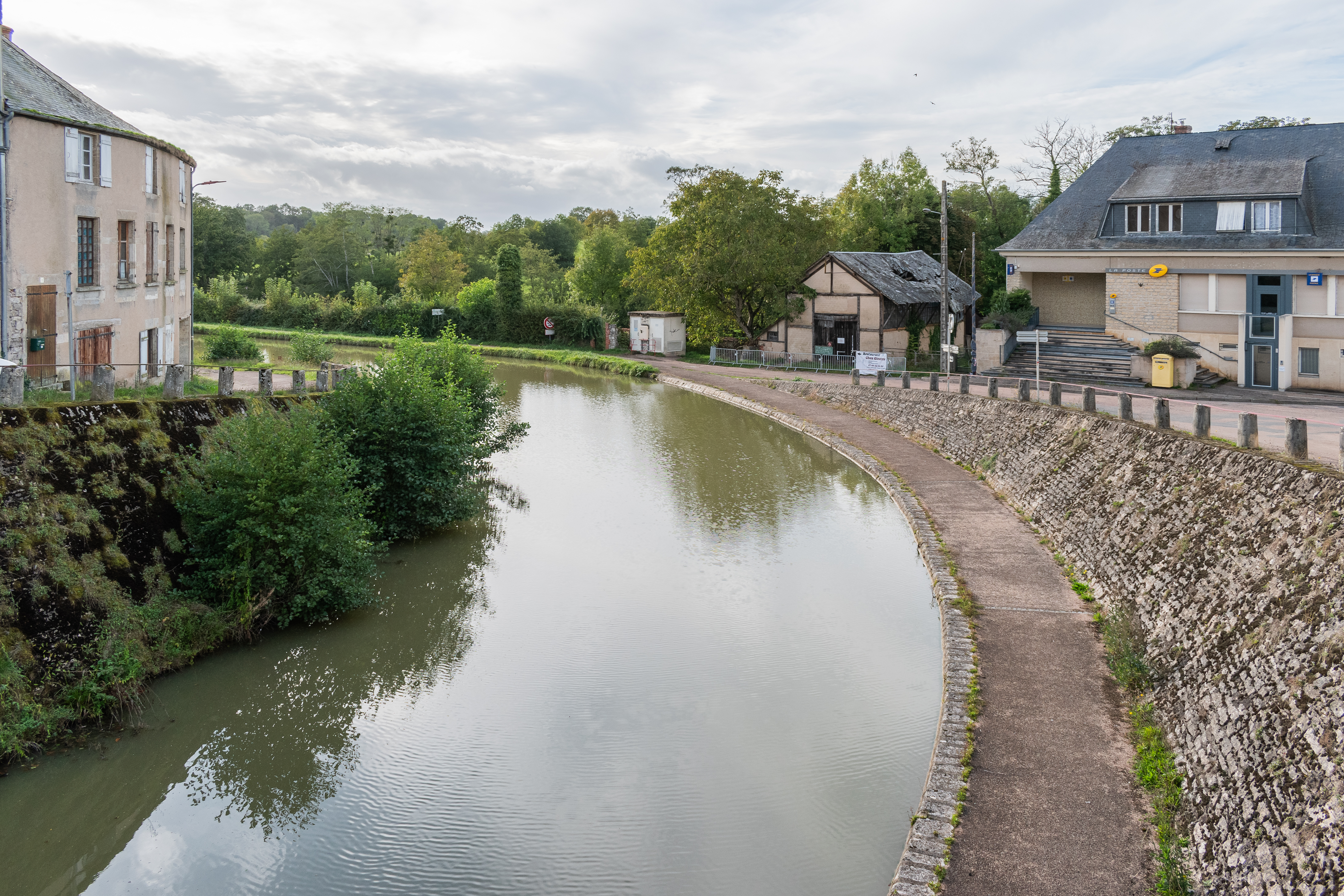

- Château de Châtillon-en-Bazois : construit sur un piton rocheux, il est habité depuis les années 900. Son site est une ancienne place forte, située dans la boucle de la rivière Aron et celle du canal du Nivernais. La tour de défense, le  cellier et des pièces souterraines du XIIIe siècle sont encore visibles. Une sortie du château menait à la crypte de l'église d'Alluy, commune proche de Châtillon-en-Bazois.

Les premiers occupants furent les sires de Châtillon-en-Bazois jusqu'en 1370. Les maîtres successifs furent ensuite : en 1371 les Rochefort, en 1477 les Chanpdiou (Chandio), 1499 les Pontailler, 1588 une autre maison de Rochefort, 1664 Aerssens de Somelsvick, les VILLEFORT, 1716 les Béthune-Chabris, 1735 les  Pracomtal, 1972 Sribny et Moreau-Sribny.
Aujourd'hui le château se visite. Les jardins sont labellisés « jardin remarquable ». Le parc a été dessiné par le comte Lavenne de Choulot. Le tout est inscrit aux monuments historiques. Le château peut se louer pour des séminaires de direction et des évènements privés.

Vues du château de Châtillon-en-Bazois
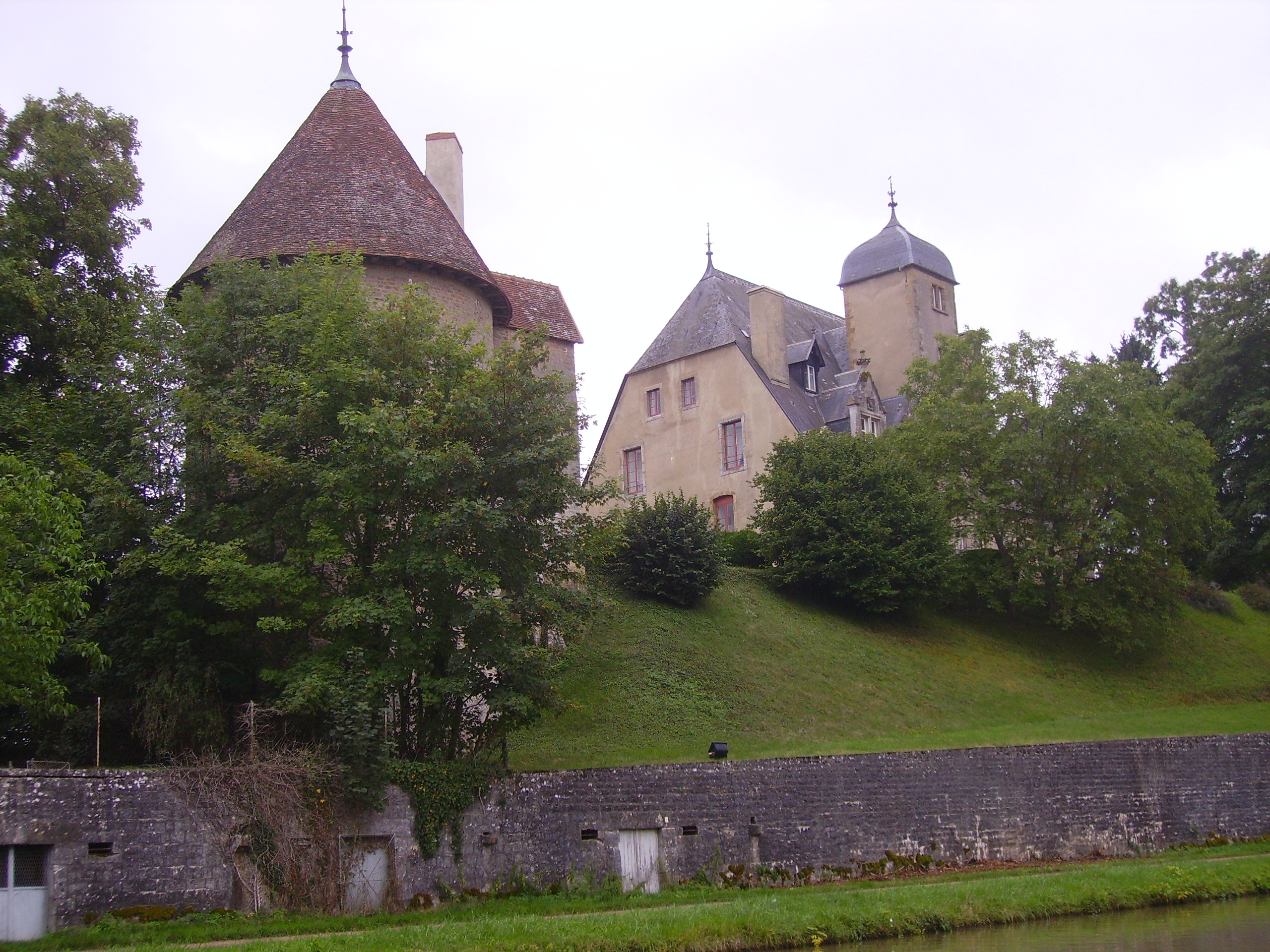
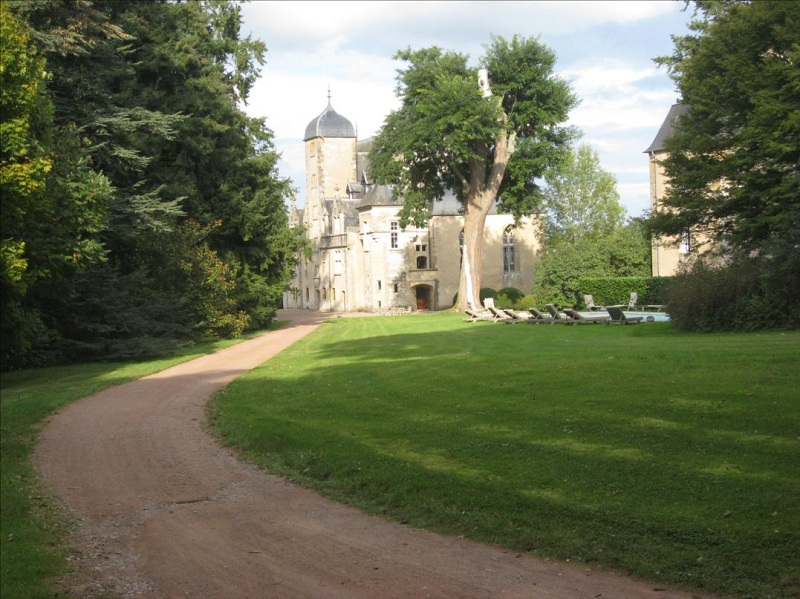
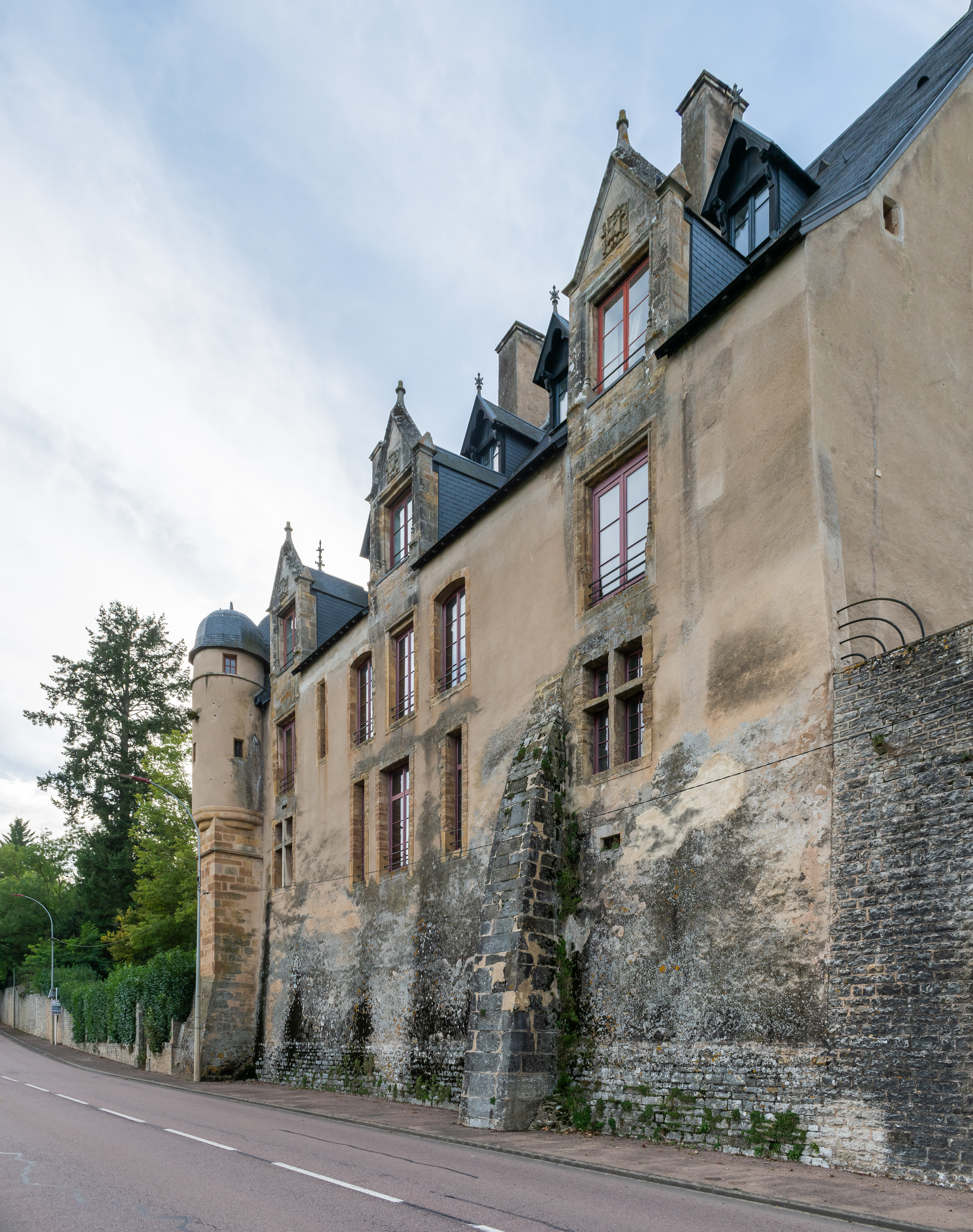
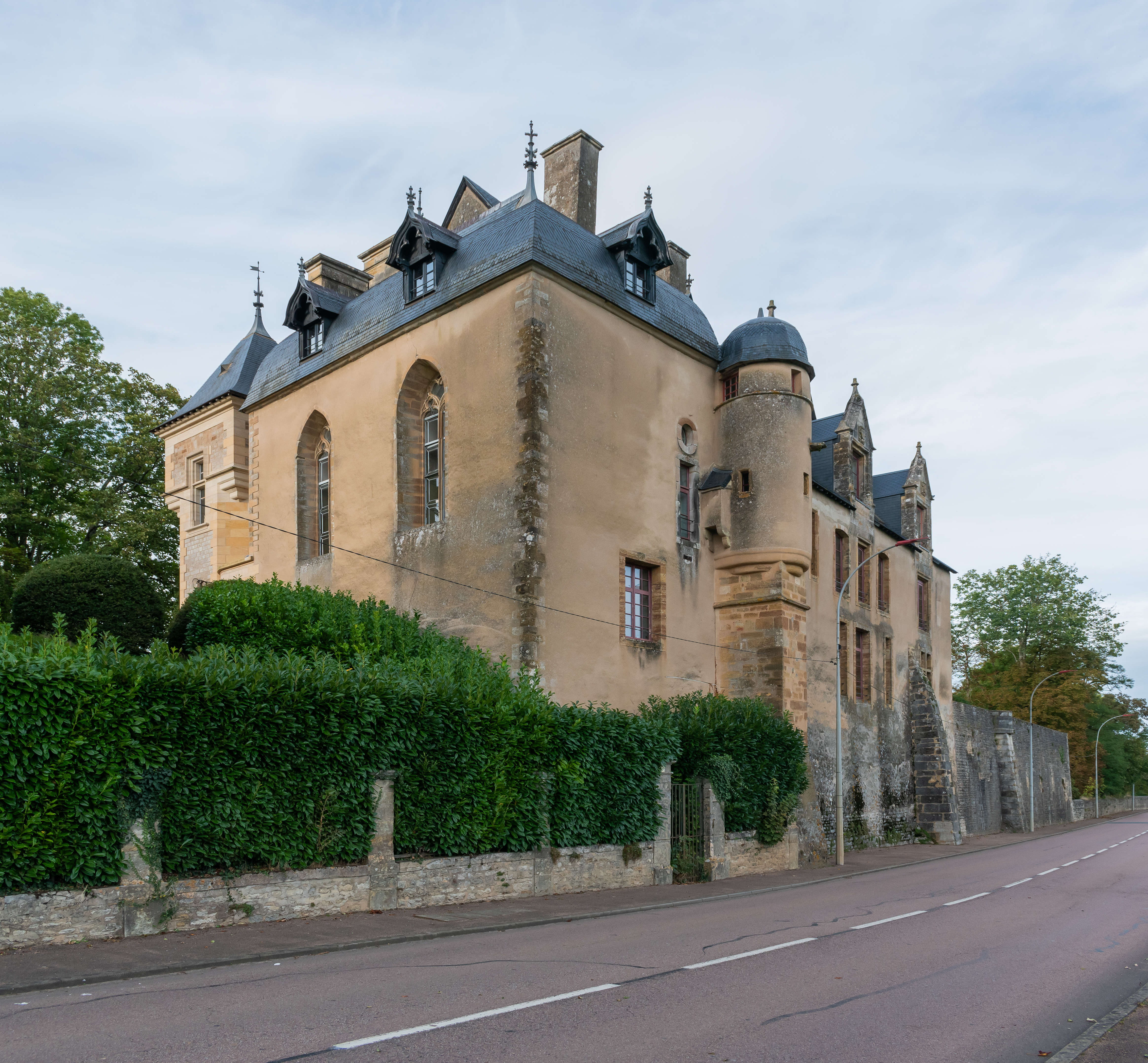
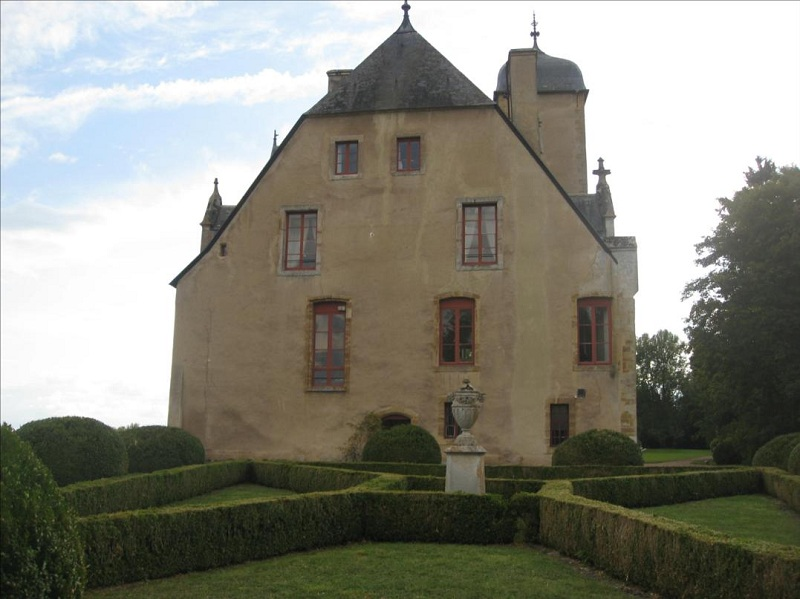

- La forêt domaniale de Vincence de 1 700 ha.

## Personnalités liées à la commune
- Charles-Pierre Fieffé (1839-1909), juge et conservateur de musée, né à Châtillon.
- Jean-Louis Pierdait (1857-1942), prélat né à Châtillon.
- Marcel Barbotte (1903-1998), écrivain né à Châtillon.
- Henri Virlogeux (1924-1995), acteur.
- Bernard Quiriny (1978), écrivain-journaliste.